# 奥托·迪尔斯
奥托·保罗·赫尔曼·迪尔斯（1876年1月23日—1954年3月7日），德国化学家，他最顯著的成就是和庫爾特·阿爾德共同研究的狄爾斯–阿爾德反應(二烯合成的方法)，也因為這項研究使他們兩位於1950年榮獲諾貝爾化學獎。他們合成環狀有機化合物的方法對橡膠和塑膠的製造是很有幫助的。他畢業於柏林洪堡大學，從1916年起一直在基爾大學擔任教職直到1945年。他結婚並育有5名子女，於1954年逝世。

## 生平
1876年1月23日，迪尔斯生于德国汉堡，在他2歲時，他們全家搬到柏林。1895年，迪尔斯就讀於柏林大學，師從赫爾曼·埃米爾·費歇爾直到1899年畢業。
迪尔斯和寶拉·格耶結婚於1909年，育有5名子女：3個兒子和2個女兒，其中2個兒子死於第二次世界大戰。在他的空閒時間他喜歡閱讀、聽音樂、旅行，他逝世於1954年3月7日。

## 職業生涯
迪尔斯於柏林大學畢業後，馬上就開始在該校的化學研究所進行研究，他非常快速的升職至系主任並任教直到1913年，但他依然留在柏林大學直到1915年。1916年他開始任教於基爾大學直到1945年。在基爾大學時，他和庫爾特·阿爾德共同研究狄爾斯–阿爾德反應，並於1950年獲得諾貝爾化學獎。狄爾斯–阿爾德反應是關於不飽和環狀化合物的合成，這個反應對於合成橡膠和塑膠化合物尤其重要。

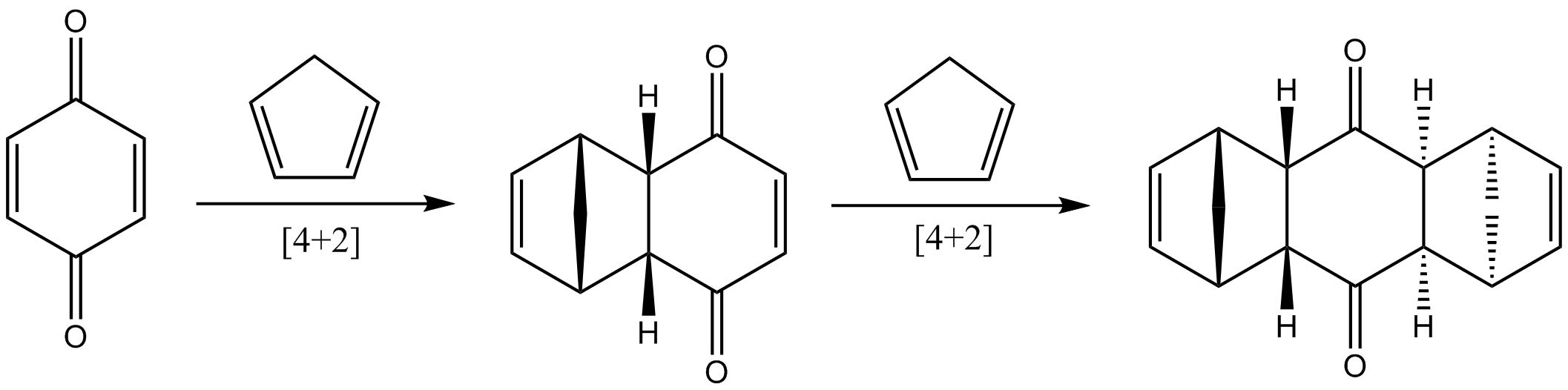
迪尔斯和阿爾德在1928發現的化學式